# ألان غارسيا تشافيز
ألان غارسيا تشافيز (بالإسبانية: Alan García Chávez)‏ هو لاعب كرة قدم مكسيكي، ولد في 27 أبريل 1993 في مدينة مكسيكو في المكسيك. لعب مع نادي نيكاكسا.